# Nervi sensitiu

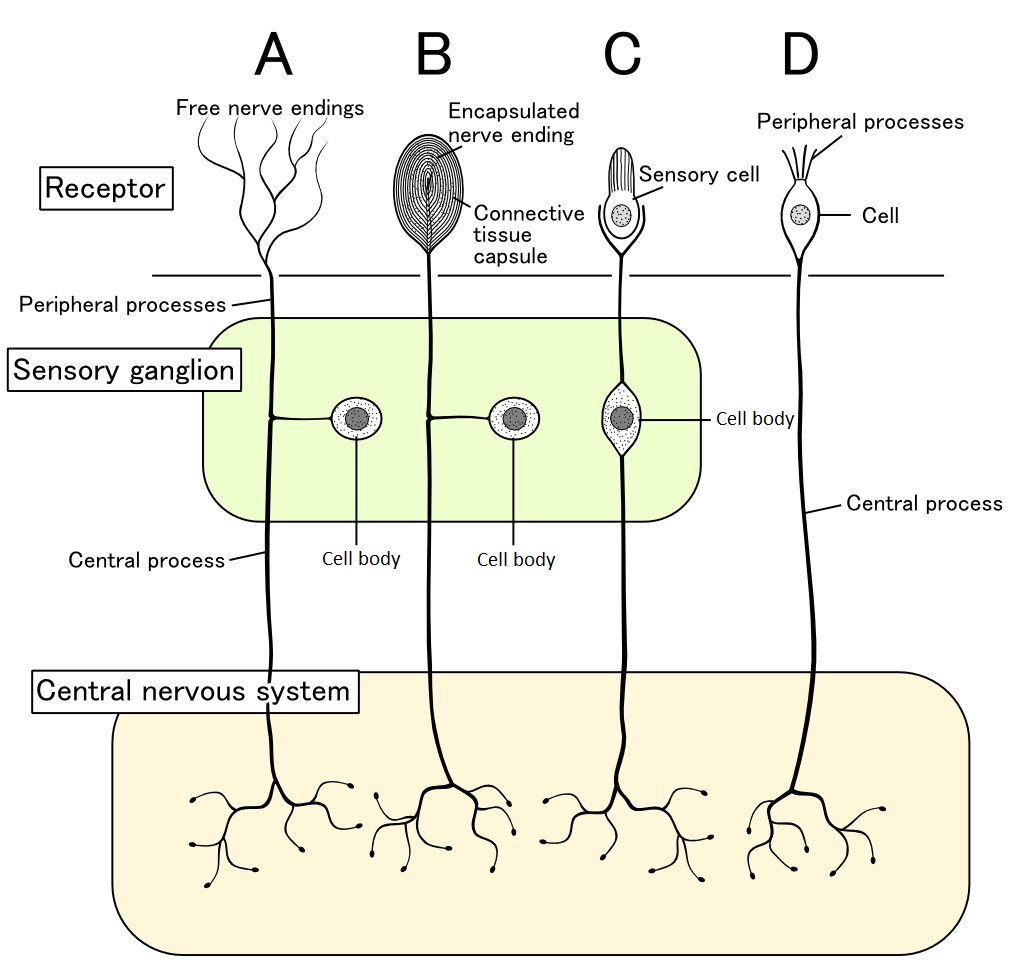
Estructura del nervi sensitiu.

Els nervis sensitius o nervis sensorials són els nervis aferents que reben els estímuls sensorials. Així contenen fibres, les fibres mecanoreceptores perceben el moviment corporal i la pressió, i les fibres nociceptives perceben les lesions de teixits.
Les neurones sensorials són les neurones que són activades per estímuls sensorials (vista, tacte, oïda, etc.), i els envien al sistema nerviós central, ja sigui al cervell o la medul·la espinal. A diferència de les neurones del sistema nerviós central (on els senyals provenen d'altres neurones), les neurones sensorials són activades per fenòmens físics, com ara la llum, el so, la temperatura, l'estimulació química, etc.
A nivell molecular, els receptors sensorials estan ubicats en la membrana cel·lular de les neurones sensorials i són responsables de la conversió dels estímuls físics i/o químics en impulsos elèctrics. El tipus de receptor emprat per una neurona sensorial determina el tipus d'estímul que serà sensible a ella. Per exemple, les neurones que contenen mecanoreceptors són sensibles a estímuls tàctils, mentre que els receptors olfactius són sensible a les olors.